# Prison de Parkhurst
Pour les articles homonymes, voir Parkhurst.
HM Prison Isle of Wight – Parkhurst Barracks
La prison de Parkhurst (en anglais : HM Prison Isle of Wight - Parkhurst Barracks, littéralement « Prison de Sa Majesté sur l'Île de Wight - baraquement de Parkhurst ») est une prison britannique de catégorie B ouverte en 1805 et située sur l'Île de Wight. Gérée par le His Majesty's Prison Service, elle fait partie de la prison de l'Île de Wight.